# Niners Chemnitz
El Niners Chemnitz es un equipo de baloncesto alemán con sede en la ciudad de Chemnitz, que compite en la Basketball Bundesliga, la primera división de su país, tras ascender en 2020. Disputa sus partidos en el Chemnitz Arena, con capacidad para 5400 espectadores.

## Nombres
- BV Chemnitz 99 (1999-2016)
- Niners Chemnitz (2016-actualidad)

## Palmarés
- Copa Europea de la FIBA (1): 2023-24

## Posiciones en liga
| Temporada | Nivel | Liga | Pos. | Resultado        |
| --------- | ----- | ---- | ---- | ---------------- |
| 2009-10   | 2     | ProA | 7    |                  |
| 2010-11   | 2     | ProA | 3    |                  |
| 2011-12   | 2     | ProA | 3    | Cuartos de final |
| 2012-13   | 2     | ProA | 10   |                  |
| 2013-14   | 2     | ProA | 11   |                  |
| 2014–15   | 2     | ProA | 13   |                  |
| 2015–16   | 2     | ProA | 7    | Cuartos de final |
| 2016–17   | 2     | ProA | 3    | Semifinalista    |
| 2017-18   | 2     | ProA | 11   |                  |
| 2018-19   | 2     | ProA | 3    |                  |
| 2019–20   | 2     | ProA | 1    | Ascenso          |
| 2020-21   | 1     | BBL  | 14   |                  |
| 2021-22   | 1     | BBL  | 6    |                  |

## Jugadores destacados
| - Andreas Worenz - Siarhei Charykau - Jurica Puljić - Sascha Ahnsehl - Oliver Braun - Lars Buss - Robert Cardenas - Claudio Ceccotti - Andreas Endig - Michael Fleischmann - Yassin Mahfouz - Steven Monse - Ceyhan Pfeil - Alexander Rosenthal - Sebastian Sachse - Joleik Schaffrath - Martin Schuster - Martin Seiferth - Konstantin Sigal - Walter Simon - Stefan Wess - Max von der Wippel - Malte Ziegenhagen - Takumi Ishizaki | - Yutaka Saito - Taishiro Shimizu - Dainius Pleta - Igor Pletnev - Dušan Macura - Martin Veber - Michael Allen - Torvoris Baker - Yusuf Baker - Craig Bradshaw - Kendric Brooks - Stan Bufford - Nate Buss - John Bynum - Andre Calvin - Chris Carter - Daryl Cohen - David Doubley - Thomas Fairley - John Florance - Nate Gerwig - Terren Harbut - Jaivon Harris - Jon Harris | - Billy Hill - Ronald Johnson - Alex Jones - Levi Knutson - Donald Lawson - Joe Lawson - Greg Logins - Henry Madden - Virgil Matthews - Curtis McFall - Jason McLeish - Trevor Noack - Alex Osborne - Eric Palm - Dustin Pfeifer - Joseph Polite - Davon Roberts - Brandon Robinson - Lyryan Russell - Ty Shaw - Solomon Sheard - Blake Shelton - Christian Simmons - Kevin Weybright | - DaShaun Wiggins - Stacy Wilson - Achmadschah Zazai - Alexander Zyskunov - Tony McCrory - Konrad Tota - Blanchard Obiango - Marin BotaSpeer - David Dubois - Dejan Vostić - Guy Aud - Nikita Khartchenkov - Mirko Virijević - Alejandro Escapa - Kenny Fluellen - Gary Johnson |